# Between Us
Between Us es el primer álbum recopilatorio del grupo femenino británico Little Mix. Fue lanzado el 12 de noviembre de 2021 a través de RCA Records. El álbum fue anunciado el 19 de agosto de 2021 como parte de la celebración de los 10 años del grupo. Es el primer álbum de estudio de la agrupación como trío después de la salida de Jesy Nelson del grupo a finales de 2020.
El 3 de septiembre de 2021 se lanzó el primer sencillo promocional del álbum, titulado «Love (Sweet Love)».

## Antecedentes y lanzamiento
Little Mix compartió un adelanto del proyecto el 16 de agosto de 2021, tres días antes del anuncio oficial, a través de sus cuentas de redes sociales al publicar un video que muestra todos sus logotipos anteriores, con uno nuevo al final junto con un fragmento de presumiblemente uno de su nuevo material. El 18 de agosto, el grupo compartió un adelanto en Twitter e Instagram usando el hashtag #10YearsOfLittleMix. El 19 de agosto, el día de su décimo aniversario, el grupo anunció que lanzarán un nuevo álbum titulado Between Us.
La lista de canciones se anunció unas horas más tarde. La edición estándar incluye 22 pistas, 18 de las cuales son sencillos anteriores del grupo y cuatro son pistas completamente nuevas. Se confirmó que una quinta pista nueva se incluirá solo en las ediciones de lujo del álbum. Little Mix describió el álbum como "una celebración de 10 años de éxitos, amistad, nuevas pistas y mucho más". También dedicaron el álbum a sus fanes y les agradecieron su apoyo durante los últimos diez años, y agregaron:

«Estamos muy emocionados con este álbum. Incluye todos nuestros éxitos, así como algunas canciones nuevas que no podemos esperar a que escuches ... No podemos agradecerles lo suficiente por su apoyo durante los últimos diez años... este álbum es para todos y cada uno uno de ustedes que escuchó nuestra música, compró un álbum o cantó con todo su corazón en nuestros shows. No estaríamos aquí lanzando este álbum si no fuera por ustedes».

Between Us estuvo disponible para pre-ordenar el mismo día en que se anunció. El álbum estuvo disponible en una variedad de formatos físicos, incluyendo CD, casete, como una caja y como disco ilustrado de vinilo con ediciones que presentan a cada miembro individual frente a un telón de fondo floral. Esto también marcó el lanzamiento del primer álbum del grupo después de que la exmiembro Jesy Nelson se fuera del grupo en diciembre de 2020, y su primer álbum de grandes éxitos, aunque su voz todavía aparece en el álbum.
Los miembros del grupo Perrie Edwards, Jade Thirlwall y Leigh-Anne Pinnock compartiendo, sobre el álbum, "No podemos creer que hayan pasado 10 años. El tiempo ha volado, y cuando miras hacia atrás, hemos hecho tanto de lo que estamos muy orgullosos", dijo Edwards en una entrevista. "Va a ser genial tener todos nuestros grandes éxitos como banda en un álbum por primera vez, celebrando 10 años masivos de Little Mix. Las pistas también muestran cuánto hemos crecido como artistas, de 'Wings' a 'Heartbreak Anthem'", agregó Thirlwall. Pinnock también continuó diciendo: "También estamos muy emocionadas de lanzar cinco canciones nuevas de Little Mix que hemos estado creando. No podemos esperar a que nuestros fans escuchen las nuevas pistas en las que hemos estado trabajando. ¡Esperemos que las amen tanto como nosotras!".
El 19 de agosto de 2021, Sony Music Japón lanzó una votación en la cual los fanáticos japoneses decidirían que canción Little Mix grabará en japonés y que será incluida en la versión japonesa del álbum.

## Sencillos

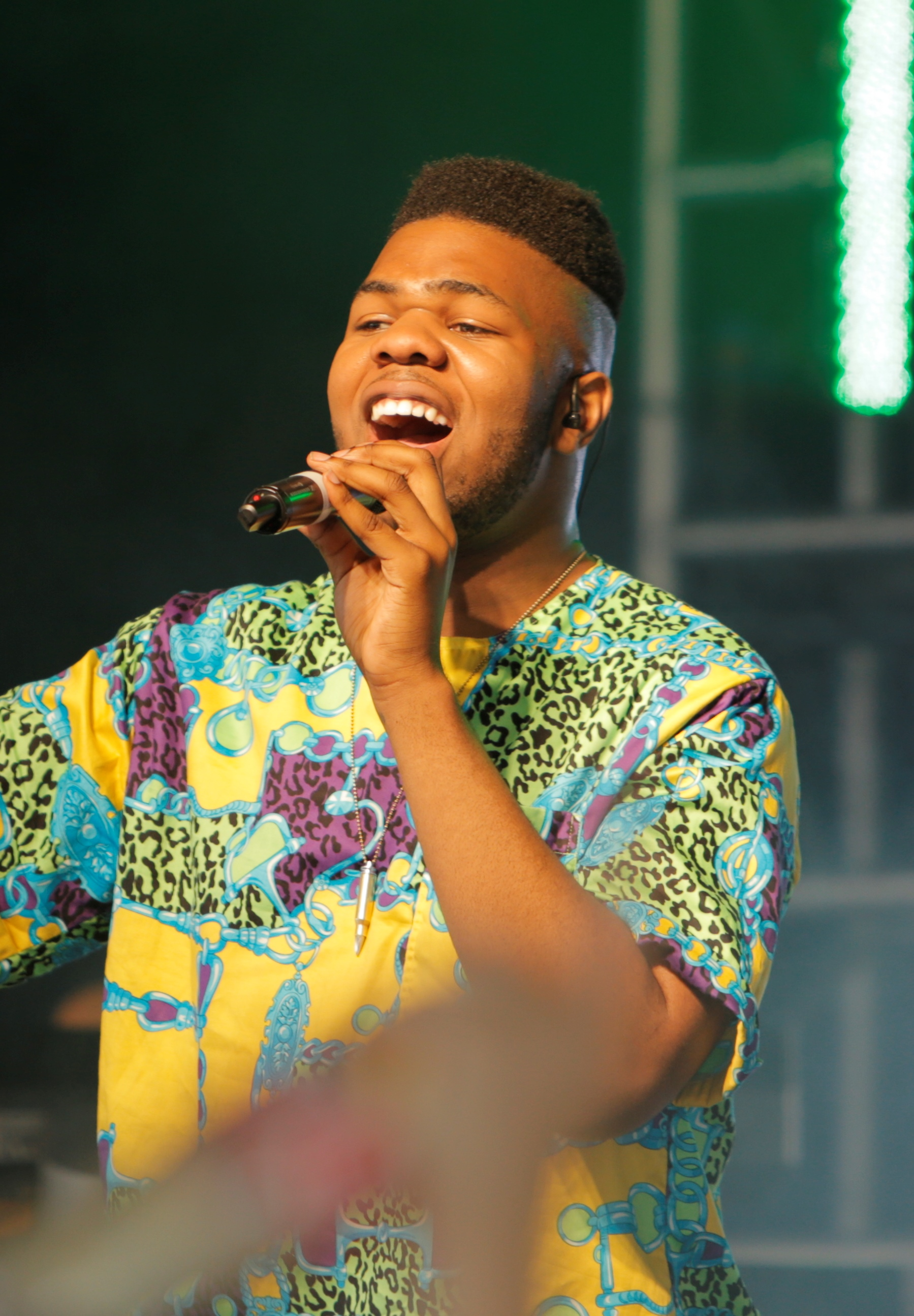
MNEK coescribió los dos sencillos del álbum.

Little Mix anunció el 30 de agosto de 2021 que "Love (Sweet Love)", serviría como el sencillo principal de Between Us. Fue escrito por Thirlwall, Pinnock, MNEK, Lauren Aquilina y Sakima. Lyndsey Havens de Billboard describió la nueva canción como el "punchy, soulful pop stompers que los fans han llegado a anhelar de Little Mix". La canción alcanzó el número 33 en la UK Singles Chart, convirtiéndose en el 31.º sencillo del grupo en el top 40 en ese país.
"No" fue lanzado como segundo sencillo el 12 de noviembre de 2021 junto al lanzamiento del álbum. La canción fue el primer sencillo que el grupo escribió como trío tras la salida de su antigua compañera Jesy Nelson a finales de 2020.

### Sencillos promocionales
"Between Us" fue lanzado como sencillo promocional del álbum el 5 de noviembre de 2021, una semana antes del lanzamiento del álbum Between Us. El vídeo musical de la canción fue lanzado el 2 de diciembre de 2021 junto a un mensaje del grupo anunciando su separación tras la gira Confetti Tour de 2022. La canción se estrenó al día siguiente, el 3 de diciembre de 2021, en The Graham Norton Show.

## Rendimiento comercial
La Official Charts Company informó de que, a mediados de la semana, Little Mix y Taylor Swift se disputaban el puesto de álbum número uno en el Reino Unido. Se calificó como una de las batallas más reñidas de las listas que se han producido hasta ahora en el Reino Unido, ya que la diferencia entre los álbumes era de sólo nueve ventas. El álbum entró finalmente en el número cuatro vendiendo 33.822 copias y convirtiéndose en el séptimo álbum de estudio de Little Mix en el país. También las convirtió en el primer grupo femenino en lograr siete álbumes de estudio consecutivos entre los cinco primeros en el Reino Unido.
Between Us alcanzó el número ocho en Australia, convirtiéndose en el séptimo álbum del grupo en entrar en los diez más populares de las listas allí. En Irlanda el álbum alcanzó el número dos convirtiéndose en el séptimo álbum del grupo en entrar en la lista de los diez más populares allí, y perdió el número uno frente a Red de Taylor Swift. En los Países Bajos, el álbum alcanzó el número nueve, convirtiéndose en su quinto álbum en la lista de los diez más populares del país. Between Us también se situó en las listas de Nueva Zelanda y Alemania en los números 16 y 21, respectivamente. En el resto del mundo se situó en las listas de Japón, Lituania, Italia y Suiza.
Fuera del Reino Unido, el álbum debutó en el número dos de la Irish Albums Chart, convirtiéndose en el séptimo álbum consecutivo del grupo entre los diez primeros en Irlanda. No consiguió el número uno en favor de Red (Taylor's Version), de Taylor Swift. El 15 de abril, después de The Confetti Tour, Between Us volvió a entrar en la lista oficial de los diez mejores álbumes en el número tres, pasando 14 semanas dentro de los diez primeros de las listas allí.
Between Us, alcanzó el número tres en Portugal y Escocia y llegó a la lista de los diez primeros en Australia, España y los Países Bajos. También se situó entre los veinte primeros en Bélgica y Nueva Zelanda, entre los treinta primeros en Alemania y entre los cuarenta primeros en Austria, Italia y Polonia. También se colocó en las listas de éxitos de otros países como Japón, Canadá y Estados Unidos.
A finales de 2021, Little Mix fue nombrado como uno de los tres grupos británicos que figuraban entre los diez álbumes más vendidos de Sony Music Entertainment. En julio de 2022, el álbum fue nombrado como el quinto álbum más vendido hasta el momento en el Reino Unido, vendiendo más de 119.000 copias y convirtiéndose en el álbum más vendido allí por un grupo. Terminó como el noveno álbum más vendido de 2022 en el Reino Unido y desde entonces ha sido certificado Platino allí. También fue certificado Platino en Australia y Suiza, y Oro en México.

### Listas de fin de Año
| Crítico/Publicación | Listas                                 | Posición | Ref.   |
| ------------------- | -------------------------------------- | -------- | ------ |
| Sony Music          | Top 10 Biggest Albums globally of 2021 | 10       | [ 25 ] |
| Official Charts     | Biggest selling cassettes of 2021      | 12       | [ 26 ] |
| Official Charts     | Biggest Albums of 2021                 | 58       | [ 27 ] |
| Official Charts     | Biggest Albums of 2022                 | 9        | [ 28 ] |
| Official Charts     | Biggest Albums of 2023                 | 33       |        |

## Lista de canciones
| Between Us (edición estándar) |                                                   | |                                          |          |  |
| N.º                           | Título                                            | Escritor(es) | Productor(s)                             | Duración |  |
| 1.                            | «Wings»                                           | Perrie Edwards, Jesy Nelson, Leigh-Anne Pinnock, Jade Thirlwall, Tom Barnes, Pete Kelleher, Ben Kohn, Erika Nuri, Michelle Lewis, Mischke Butler, Heidi Rojas                                                 | TMS                                      | 3:39     |  |
| 2.                            | «DNA»                                             | Edwards, Nelson, Pinnock, Thirlwall, Barnes, Kelleher, Kohn e I. James | TMS                                      | 3:56     |  |
| 3.                            | «Move»                                            | Edwards, Nelson, Pinnock, Thirlwall, Maegan Cottone y Nathan Duvall | Duvall                                   | 3:44     |  |
| 4.                            | «Salute»                                          | Edwards, Nelson, Pinnock, Thirlwall, Barnes, Kelleher, Kohn y Cottone | TMS                                      | 3:07     |  |
| 5.                            | «Black Magic»                                     | Edvard Førre Erfjord, Henrik Michelsen, Ed Drewett y Camille Purcell | Electric                                 | 3:31     |  |
| 6.                            | «Secret Love Song, Pt. II»                        | Jez Ashurst, Emma Rohan y Rachel Furner | Ashurst                                  | 4:26     |  |
| 7.                            | «Hair» (featuring Sean Paul)                      | Sean Paul, Erfjord, Michelsen, I. James, Purcell y Anita Blay | Electric                                 | 3:53     |  |
| 8.                            | «Shout Out to My Ex»                              | Edwards, Nelson, Pinnock, Thirlwall, Erfjord, Michelsen, Drewett, Purcell e I. James | Electric                                 | 4:06     |  |
| 9.                            | «Touch»                                           | Hanni Ibrahim, Patrick Patrikios, A.S. Govere y Phil Plested | Cottone y MNEK                           | 3:33     |  |
| 10.                           | «No More Sad Songs» (featuring Machine Gun Kelly) | Machine Gun Kelly, Erfjord, Michelsen, Emily Warren y Tash Phillips | Electric y Joe Kearns                    | 3:45     |  |
| 11.                           | «Power» (featuring Stormzy)                       | Stormzy, Purcell, Dan Omelio y James Abrahart | Electric, Kearns, Matt Rad y Steve James | 4:02     |  |
| 12.                           | «Reggaetón Lento» (remix, con CNCO)               | Luis Angel O'Neill, Eric Perez, Jadan Andino, Jorge Class, Yashua Camacho, Jean Rodríguez y Purcell | O'Neill, Perez y Class                   | 3:08     |  |
| 13.                           | «Woman Like Me» (featuring Nicki Minaj)           | Nicki Minaj, Jess Glynne, Ed Sheeran y Steve Mac | Mac                                      | 3:48     |  |
| 14.                           | «Break Up Song»                                   | Edwards, Pinnock, Thirlwall, Purcell, Frank Nobel y Linus Nördstrom | Purcell y Goldfingers                    | 3:20     |  |
| 15.                           | «Sweet Melody»                                    | Brian Garcia, Morten Ristorp, Robin Oliver Frid, Tayla Parx y Uzoechi Emenike | Parx, Frid, MNEK, Rissi y Peoples        | 3:33     |  |
| 16.                           | «Confetti» (featuring Saweetie)                   | Saweetie, Barnes, Kelleher, Kohn, Purcell, Emenike y Cottone | TMS                                      | 3:05     |  |
| 17.                           | «Heartbreak Anthem» (con Galantis y David Guetta) | Edwards, Pinnock, Thirlwall, Christian Karlsson, David Guetta, Jenna Andrews, Thom Bridges, Lorenzo Cosi, David Saint Fleur, Johnny Goldstein]], Henrik Jonback, Yk Koi, Sorana Pacurar y Christopher Tempest | Guetta y Galantis                        | 3:03     |  |
| 18.                           | «Kiss My (Uh-Oh)» (con Anne-Marie)                | Anne-Marie, Purcell, Taylor Upsahl, Pete Nappi y Jacob Banfield | Mojam y Nappi                            | 2:57     |  |
| 19.                           | «No»                                              | |                                          | 3:03     |  |
| 20.                           | «Between Us»                                      | Thirlwall, Pinnock, Edwards, Bennet, Tre Jean-Marie y MNEK | Tre Jean-Marie                           | 3:55     |  |
| 21.                           | «Love (Sweet Love)»                               | Thirlwall, Pinnock, MNEK y Samika | MNEK                                     | 3:40     |  |
| 22.                           | «Cut You Off»                                     | |                                          | 2:53     |  |
| 78:54                         |                                                   | |                                          |          |  |

| Between Us (Jade picture disc bonus tracks) |               |                                          |                            |          |  |
| N.º                                         | Título        | Escritor(es)                             | Productor(s)               | Duración |  |
| 23.                                         | «Mr Loverboy» | Ryan Williamson (RyKeyz) y Jordan Dollar | RyKeyz                     | 3:14     |  |
| 24.                                         | «Wasabi»      | Thirlwall, Emenike, Mike Sabath y Govere | Sabath, John Hill y Kearns | 2:34     |  |

| Between Us (Leigh-Anne picture disc bonus tracks) |                          |                                                        |              |          |  |
| N.º                                               | Título                   | Escritor(es)                                           | Productor(s) | Duración |  |
| 23.                                               | «Nothing Feels Like You» | Emenike, Purcell, Edwards, Nelson, Pinnock y Thirlwall | MNEK         | 3:27     |  |
| 24.                                               | «I Love You»             | TMS, Purcell, Edwards, Nelson, Pinnock y Thirlwall     | TMS          | 4:09     |  |

| Between Us (Perrie picture disc bonus tracks) |                       |                                     |                 |          |  |
| N.º                                           | Título                | Escritor(es)                        | Productor(s)    | Duración |  |
| 23.                                           | «Love Me or Leave Me» | Rad, Julia Michaels y Shane Stevens | Rad             | 3:26     |  |
| 24.                                           | «Your Love»           | Purcell, Jeremy Coleman y Abrahart  | JMIKE y Cottone | 3:27     |  |

| Between Us (Deluxe Edition) |                                                   | |                                   |          |  |
| N.º                         | Título                                            | Escritor(es) | Productor(s)                      | Duración |  |
| 1.                          | «Shout Out to My Ex»                              | Edwards, Nelson, Pinnock, Thirlwall, Erfjord, Michelsen, Drewett, Purcell e I. James                                     | Electric                          | 4:06     |  |
| 2.                          | «Black Magic»                                     | Erfjord, Michelsen, Drewett y Purcell                                                                                    | Electric                          | 3:31     |  |
| 3.                          | «No»                                              | |                                   |          |  |
| 4.                          | «Touch»                                           | Ibrahim, Patrikios, Govere y Plested                                                                                     | Cottone y MNEK                    | 3:33     |  |
| 5.                          | «Love (Sweet Love)»                               | Thirlwall, Pinnock, MNEK y Samika                                                                                        | MNEK                              | 3:40     |  |
| 6.                          | «Wings»                                           | Edwards, Nelson, Pinnock, Thirlwall, Barnes, Kelleher, Kohn, I. James, Nuri, Lewis, Butler y Rojas                       | TMS                               | 3:39     |  |
| 7.                          | «Woman Like Me» (con Nicki Minaj)                 | Minaj, Glynne, Sheeran y Mac                                                                                             | Mac                               | 3:48     |  |
| 8.                          | «Power» (con Stormzy)                             | Stormzy, Purcell, Omelio y Abrahart                                                                                      | Electric, Kearns, Rad y S. James  | 4:02     |  |
| 9.                          | «Sweet Melody»                                    | Garcia, Ristorp, Frid, Parx y Emenike                                                                                    | Parx, Frid, MNEK, Rissi y Peoples | 3:33     |  |
| 10.                         | «No More Sad Songs» (con Machine Gun Kelly)       | Machine Gun Kelly, Erfjord, Michelsen, Warren y Phillips                                                                 | Electric y Kearns                 | 3:45     |  |
| 11.                         | «DNA»                                             | Edwards, Nelson, Pinnock, Thirlwall, Barnes, Kelleher, Kohn e I. James                                                   | TMS                               | 3:56     |  |
| 12.                         | «Secret Love Song» (con Jason Derulo)             | Ashurst, Rohan, Furner y Derulo                                                                                          | Jayson DeZuzio                    | 4:09     |  |
| 13.                         | «Move»                                            | Edwards, Nelson, Pinnock, Thirlwall, Cottone y Duvall                                                                    | Duvall                            | 3:44     |  |
| 14.                         | «Salute»                                          | Edwards, Nelson, Pinnock, Thirlwall, Barnes, Kelleher, Kohn y Cottone                                                    | TMS                               | 3:07     |  |
| 15.                         | «Break Up Song»                                   | Edwards, Pinnock, Thirlwall, Purcell, Nobel y Nördstrom                                                                  | Purcell y Goldfingers             | 3:20     |  |
| 16.                         | «Between Us»                                      | Thirlwall, Pinnock, Edwards, Bennet, Tre Jean-Marie y MNEK                                                               | Tre Jean-Marie                    | 3:55     |  |
| 17.                         | «Secret Love Song, Pt. II»                        | Ashurst, Rohan y Furner                                                                                                  | Ashurst                           | 4:26     |  |
| 18.                         | «Holiday»                                         | Chris Loco, Nobel, Thirlwall, Purcell, Pinnock, Nördstrom y Edwards                                                      | Kamille, Goldfingers y Chris Loco | 3:33     |  |
| 19.                         | «Hair» (con Sean Paul)                            | Paul, Erfjord, Michelsen, I. James, Purcell y Blay                                                                       | Electric                          | 3:53     |  |
| 20.                         | «Reggaetón Lento» (remix, con CNCO)               | O'Neill, Perez, Andino, Class, Camacho, Rodríguez y Purcell                                                              | O'Neill, Perez y Class            | 3:08     |  |
| 21.                         | «Confetti» (con Saweetie)                         | Saweetie, Barnes, Kelleher, Kohn, Purcell, Emenike y Cottone                                                             | TMS                               | 3:05     |  |
| 22.                         | «Heartbreak Anthem» (con Galantis y David Guetta) | Edwards, Pinnock, Thirlwall, Karlsson, Guetta, Andrews, Bridges, Cosi, Fleur, Goldstein, Jonback, Koi, Pacurar y Tempest | Guetta y Galantis                 | 3:03     |  |
| 23.                         | «Kiss My (Uh-Oh)» (con Anne-Marie)                | Anne-Marie, Purcell, Upsahl, Nappi y Banfield                                                                            | Mojam y Nappi                     | 2:57     |  |
| 24.                         | «Cut You Off»                                     | |                                   | 2:54     |  |
| 25.                         | «Trash»                                           | |                                   | 2:53     |  |
| 26.                         | «Wasabi»                                          | Thirlwall, Emenike, Sabath y Govere                                                                                      | Sabath, Hill y Kearns             | 2:34     |  |

| Between Us (super deluxe CD 1) |                                             | |                                      |          |  |
| N.º                            | Título                                      | Escritor(es) | Productor(s)                         | Duración |  |
| 1.                             | «Wings»                                     | Edwards, Nelson, Pinnock, Thirlwall, Barnes, Kelleher, Kohn, I. James, Nuri, Lewis, Butler y Rojas                                                                                      | TMS                                  | 3:39     |  |
| 2.                             | «DNA»                                       | Edwards, Nelson, Pinnock, Thirlwall, Barnes, Kelleher, Kohn e I. James | TMS                                  | 3:56     |  |
| 3.                             | «Change Your Life»                          | Edwards, Nelson, Pinnock, Thirlwall, Richard Stannard y Tim Powell | Stannard y Powell                    | 3:21     |  |
| 4.                             | «How Ya Doin'?» (con Missy Elliott)         | Edwards, Nelson, Pinnock, Thirlwall, Darren Lewis, Iyiola Babalola, Shaznay Lewis, James Carter, Glenn Skinner, Ben Volpeliere-Pierrot, Julian Brookhouse, Nick Thorp y Miguel Drummond | Future Cut                           | 3:31     |  |
| 5.                             | «Move»                                      | Edwards, Nelson, Pinnock, Thirlwall, Cottone y Duvall | Duvall                               | 3:44     |  |
| 6.                             | «Little Me»                                 | Edwards, Nelson, Pinnock, Thirlwall, Barnes, Kelleher, Kohn e I. James | TMS                                  | 3:31     |  |
| 7.                             | «Word Up!»                                  | Larry Blackmon y Tomi Jenkins | TMS y Cottone                        | 3:29     |  |
| 8.                             | «Salute»                                    | Edwards, Nelson, Pinnock, Thirlwall, Barnes, Kelleher, Kohn y Cottone | TMS                                  | 3:07     |  |
| 9.                             | «Black Magic»                               | Erfjord, Michelsen, Drewett y Purcell | Electric                             | 3:31     |  |
| 10.                            | «Love Me Like You»                          | I. James, Mac, Purcell y James Newman | Mac                                  | 3:17     |  |
| 11.                            | «Secret Love Song, Pt. II»                  | Ashurst, Rohan y Furner | Ashurst                              | 4:26     |  |
| 12.                            | «Hair» (con Sean Paul)                      | Paul, Erfjord, Michelsen, I. James, Purcell y Blay | Electric                             | 3:53     |  |
| 13.                            | «Shout Out to My Ex»                        | Edwards, Nelson, Pinnock, Thirlwall, Erfjord, Michelsen, Drewett, Purcell e I. James | Electric                             | 4:06     |  |
| 14.                            | «Touch»                                     | Ibrahim, Patrikios, Govere y Plested | Cottone y MNEK                       | 3:33     |  |
| 15.                            | «No More Sad Songs» (con Machine Gun Kelly) | Machine Gun Kelly, Erfjord, Michelsen, Warren y Phillips | Electric y Kearns                    | 3:45     |  |
| 16.                            | «Power» (con Stormzy)                       | Stormzy, Purcell, Omelio y Abrahart | Electric, Kearns, Rad y S. James     | 4:02     |  |
| 17.                            | «Reggaetón Lento» (remix, con CNCO)         | O'Neill, Perez, Andino, Class, Camacho, Rodríguez y Purcell | O'Neill, Perez y Class               | 3:08     |  |
| 18.                            | «Only You» (con Cheat Codes)                | Pablo Bowman, Trevor Dahl, Kevin Ford, Matthew Russell, Nicholas Gale y Richard Boardman                                                                                                | Digital Farm Animals, Cottone y Dahl | 3:09     |  |

| Between Us (super deluxe CD 2) |                                                   | |                                           |          |  |
| N.º                            | Título                                            | Escritor(es) | Productor(s)                              | Duración |  |
| 1.                             | «Woman Like Me» (con Nicki Minaj)                 | Minaj, Glynne, Sheeran y Mac | Mac                                       | 3:48     |  |
| 2.                             | «Think About Us» (con Ty Dolla Sign)              | Purcell, Nördstrom, Nobel, Mac, Tyrone Griffin, Jr. y Victor Bolander                                                                 | Goldfingers, Louis Bell, Kamille y Kearns | 3:54     |  |
| 3.                             | «Bounce Back»                                     | Mikkel S. Eriksen, Normani Kordei Hamilton, Tor Erik Hermansen, Steve M. Thornton II, Jocelyn Donald, Jude Demorest y Beresford Romeo | Stargate, Swiff D y Kuk Harrell           | 2:40     |  |
| 4.                             | «Break Up Song»                                   | Edwards, Pinnock, Thirlwall, Purcell, Nobel y Nördstrom                                                                               | Purcell y Goldfingers                     | 3:20     |  |
| 5.                             | «Holiday»                                         | Chris Loco, Nobel, Thirlwall, Purcell, Pinnock, Nördstrom y Edwards                                                                   | Kamille, Goldfingers y Chris Loco         | 3:33     |  |
| 6.                             | «Sweet Melody»                                    | Garcia, Ristorp, Frid, Parx y Emenike                                                                                                 | Parx, Frid, MNEK, Rissi y Peoples         | 3:33     |  |
| 7.                             | «Confetti» (con Saweetie)                         | Saweetie, Barnes, Kelleher, Kohn, Purcell, Emenike y Cottone                                                                          | TMS                                       | 3:05     |  |
| 8.                             | «Heartbreak Anthem» (con Galantis y David Guetta) | Edwards, Pinnock, Thirlwall, Karlsson, Guetta, Andrews, Bridges, Cosi, Fleur, Goldstein, Jonback, Koi, Pacurar y Tempest              | Guetta y Galantis                         | 3:03     |  |
| 9.                             | «Kiss My (Uh-Oh)» (con Anne-Marie)                | Anne-Marie, Purcell, Upsahl, Nappi y Banfield                                                                                         | Mojam y Nappi                             | 2:57     |  |
| 10.                            | «No»                                              | |                                           | 3:03     |  |
| 11.                            | «Between Us»                                      | |                                           | 3:53     |  |
| 12.                            | «Love (Sweet Love)»                               | |                                           | 3:40     |  |
| 13.                            | «Cut You Off»                                     | |                                           | 2:54     |  |
| 14.                            | «Trash»                                           | |                                           | 2:53     |  |
| 15.                            | «Secret Love Song» (featuring Jason Derulo)       | Ashurst, Rohan, Furner y Jason Desrouleaux                                                                                            | Jayson DeZuzio                            | 4:09     |  |
| 16.                            | «Wasabi»                                          | Thirlwall, Emenike, Sabath y Govere                                                                                                   | Sabath, Hill y Kearns                     | 2:34     |  |
| 17.                            | «Love Me or Leave Me»                             | Rad, Michaels y Stevens | Rad                                       | 3:26     |  |
| 18.                            | «These Four Walls»                                | Stannard, Ash Howes, Bradford Ellis, Lewis, Edwards, Nelson, Pinnock y Thirlwall                                                      | Stannard y Howes                          | 3:28     |  |
| 19.                            | «Confetti» (acústico)                             | Barnes, Kelleher, Kohn, Purcell, Emenike y Cottone                                                                                    |                                           | 3:13     |  |
| 20.                            | «The Cure»                                        | Barnes, Kelleher, Kohn y Purcell | TMS y Andrews                             | 3:35     |  |
| 21.                            | «Touch» (acústico)                                | Ibrahim, Patrikios, Govere y Plested                                                                                                  | Cottone                                   | 3:43     |  |
| 22.                            | «Always Be Together»                              | Ester Dean y Dapo Torimiro | Dean y DAPO                               | 4:27     |  |

## Charts

### Weekly charts
| Chart (2021)                       | Peak position |
| ---------------------------------- | ------------- |
| Australia (ARIA)                   | 8             |
| Austria (Ö3 Austria)               | 36            |
| Bélgica (Ultratop flamenca)        | 11            |
| Bélgica (Ultratop valona)          | 25            |
| Canadá (Billboard Canadian Albums) | 53            |
| República Checa (ČNS IFPI)         | 54            |
| Países Bajos (Album Top 100)       | 9             |
| Francia (SNEP)                     | 47            |
| Alemania (Offizielle Top 100)      | 21            |
| Irlanda (OCC)                      | 2             |
| Italia (FIMI)                      | 31            |
| Japón (Billboard Japan)            | 73            |
| Lituania (AGATA)                   | 94            |
| Nueva Zelanda (Recorded Music NZ)  | 16            |
| Polonia (ZPAV)                     | 32            |
| Portugal (AFP)                     | 3             |
| Escocia (Scottish Albums Chart)    | 3             |
| Eslovaquia (ČNS IFPI)              | 78            |
| España (PROMUSICAE)                | 7             |
| Suiza (Schweizer Hitparade)        | 43            |
| Reino Unido (UK Albums Chart)      | 4             |
| Estados Unidos (Billboard 200)     | 182           |

### Charts de fin de Año
| Chart (2021)      | Position |
| ----------------- | -------- |
| Reino Unido (OCC) | 58       |

| Chart (2022)         | Posición |
| -------------------- | -------- |
| Australia (ARIA)     | 68       |
| Nueva Zelanda (RMNZ) | 34       |
| Reino Unido (OCC)    | 9        |

| Chart (2023)      | Posición |
| ----------------- | -------- |
| Reino Unido (OCC) | 33       |

## Certificaciones
| País                 | Certificación | Ventas  |
| -------------------- | ------------- | ------- |
| Reino Unido (BPI)    | Platino       | 300.000 |
| Australia (ARIA)     | Platino       | 70.000  |
| Suiza (IFPI)         | Platino       | 20.000  |
| México (AMPROFON)    | Oro           | 70.000  |
| Nueva Zelanda (RMNZ) | Oro           | 7.500   |